# 西野金陵
西野金陵株式会社（にしのきんりょう）は、香川県仲多度郡琴平町に本店を置く、酒造および化学品を手がける企業。酒類部は香川県高松市に、化学品事業部は大阪府大阪市中央区にそれぞれある。また、本店には酒造りに関する資料館「金陵の郷」がある。

## 沿革
- 江戸時代の1658年（万治元年）に初代西野嘉右衛門が阿波藍取り扱いを始め、以後代々世襲するようになる。1768年（明和5年）には江戸に進出する[3]
- 7代目が1779年（安永8年）に酒造業を併営。8代目が1789年（寛政元年）に讃岐琴平で「金陵」が発売、金刀比羅宮の神酒となる[3]。
- 15代目が1918年（大正5年）に酒造業の株式会社金陵西野商店に改組。
- 1948年（昭和23年）に金陵西野商店と有限会社西野商店（化学品関連）を合併し、株式会社西野商店となる。
- 1982年（昭和57年）に株式会社西野金陵に社名を変更。

## 金陵の由来
- 儒学者の頼山陽が琴平を訪れた時、同地が中国の古都金陵（現在の南京市）を思わせるとして、琴平を金陵と呼んだことにちなみ命名した[4]。